# Lymire methyalea
Lymire methyalea är en fjärilsart som beskrevs av Paul Dognin 1916. Lymire methyalea ingår i släktet Lymire och familjen björnspinnare. Inga underarter finns listade i Catalogue of Life.